# Sergio Goycochea
Sergio Javier Goycochea (* 17. Oktober 1963 in Buenos Aires) ist ein ehemaliger argentinischer Fußballspieler, der aktuell als Sportjournalist tätig ist.

## Karriere
Er war argentinischer Nationaltorhüter bei der Fußball-WM 1990 in Italien. Eigentlich war er nur als Torhüter Nr. 2 nach Italien mitgereist, wurde aber nach einem Schienbeinbruch des Stammtorhüters Nery Pumpido von Trainer Carlos Bilardo als Ersatz eingesetzt und spielte eine überragende WM.
Allgemein war er als „Elfmeterkiller“ von den Gegnern gefürchtet. Den Beweis dafür trat er bei der WM 1990 im Viertelfinale gegen Jugoslawien und im Halbfinale gegen Italien an. Beide Spiele entschied Argentinien erst im Elfmeterschießen für sich, wobei Goycochea jeweils zwei Elfmeter der Gegner parierte. Im WM-Finale 1990 gegen Deutschland konnte er den entscheidenden Strafstoß von Andreas Brehme, der die Deutschen zum WM-Titel führte, allerdings nicht abwehren. In Erinnerung blieb der damalige Live-Kommentar von Gerd Rubenbauer im deutschen Fernsehen, der über die Jahre Kultstatus erlangte:

„Goycochea wusste alles! Nur halten konnte er ihn nicht.“

Sein größter Erfolg bleibt damit der Vizeweltmeistertitel 1990. Neben diesem Erfolg errang er zwei Jahre später mit Argentinien den Sieg beim Confederations-Cup 1992.
Aufgrund seines nicht leicht auszusprechenden, baskischen Familiennamens wurde Goycochea von den Fans seines Heimatvereins River Plate nur „el Vasco“, der Baske, genannt.
Nach seiner Karriere wandte er sich dem Sportjournalismus zu und ist heute in Argentinien ein bekannter TV-Moderator.

## Titel / Erfolge

### Nationalmannschaft
- Copa América: 1991, 1993
- Confederations-Cup: 1992
- Artemio-Franchi-Pokal: 1993

### Verein
River Plate
- Weltpokal (1): 1986
- Copa Libertadores (1): 1986
- Copa Interamericana (1): 1987
- Argentinische Primera División (2): 1986, 1993 Apertura

Millonarios
- Colombian Championship (1): 1988

### Individuell
- Bester Spieler der Copa América 1993
- Argentiniens Fußballer des Jahres: 1990